# Chailley-Turny
Ancienne commune de l'Yonne, la commune de Chailley-Turny a existé de 1974 à 1979. Elle a été créée en 1974 par la fusion des communes de Chailley et de Turny. En 1979 elle a été supprimée et les deux communes constituantes ont été rétablies.